# Rhipsalis burchellii
Rhipsalis burchellii är en kaktusväxtart som beskrevs av Nathaniel Lord Britton och Joseph Nelson Rose. Rhipsalis burchellii ingår i släktet Rhipsalis och familjen kaktusväxter. Inga underarter finns listade i Catalogue of Life.

## Bildgalleri

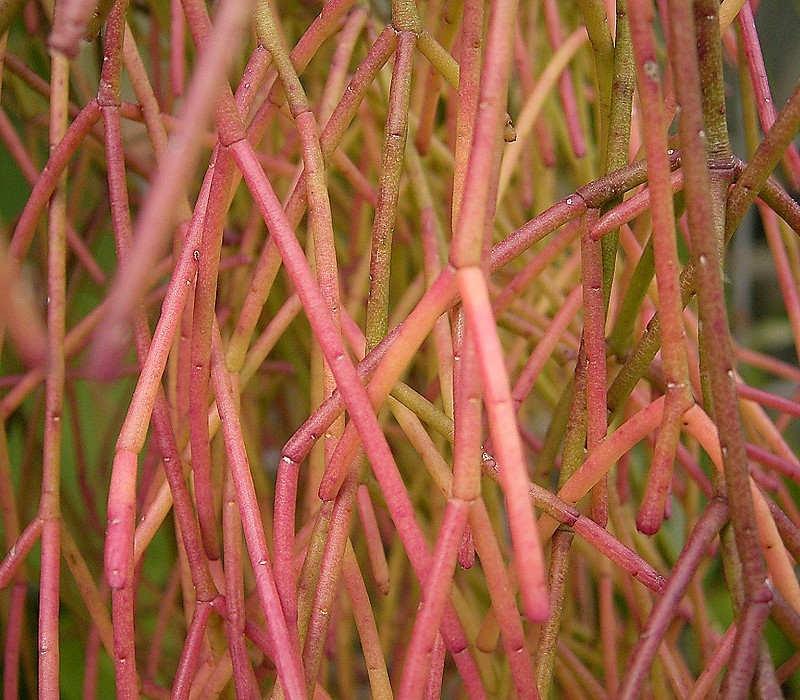
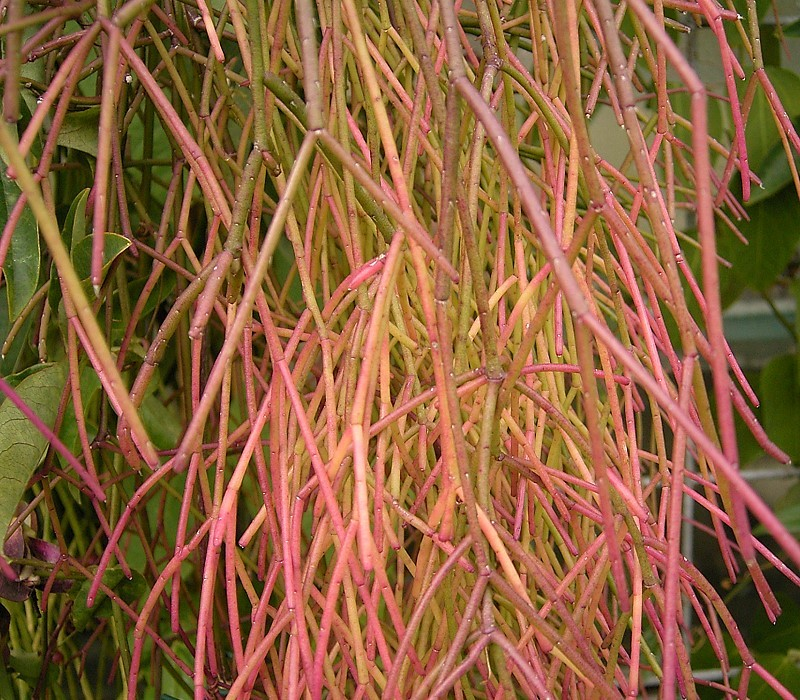